# Неметаллические включения
Неметаллические включения — химические соединения металлов с неметаллами, находящиеся в стали и сплавах в виде отдельных фаз.